# Sundimetsa
Sundimetsa – wieś w Estonii, w prowincji Sarema, w gminie Pöide.
vp:Sundimetsa